# Desa Tegalmulyo (administrativ by i Indonesien, lat -6,70, long 111,61)
Desa Tegalmulyo är en administrativ by i Indonesien.   Den ligger i provinsen Jawa Tengah, i den västra delen av landet, 500 km öster om huvudstaden Jakarta.